# 3 000 mètres steeple masculin aux championnats du monde d'athlétisme 1987
Navigation
Helsinki 1983 Tokyo 1991
L'épreuve du 3 000 mètres steeple masculin des championnats du monde d'athlétisme 1987 s'est déroulée les 3 et 5 septembre 1987 dans le Stade olympique de Rome, en Italie. Elle est remportée par l'Italien  Francesco Panetta.

## Résultats

### Finale
| Rang               | Athlète                 | Pays                 | Temps         | Notes |
| ------------------ | ----------------------- | -------------------- | ------------- | ----- |
| Médaille d'or      | Francesco Panetta       | Italie               | 8 min 08 s 57 | CR    |
| Médaille d'argent  | Hagen Melzer            | Allemagne de l'Est   | 8 min 10 s 32 |       |
| Médaille de bronze | William Van Dijck       | Belgique             | 8 min 12 s 18 |       |
| 4                  | Brian Diemer            | États-Unis           | 8 min 14 s 46 |       |
| 5                  | Graeme Fell             | Canada               | 8 min 16 s 46 |       |
| 6                  | Henry Marsh             | États-Unis           | 8 min 17 s 78 |       |
| 7                  | Peter Koech             | Kenya                | 8 min 20 s 08 |       |
| 8                  | Patrick Sang            | Kenya                | 8 min 20 s 45 |       |
| 9                  | Alessandro Lambruschini | Italie               | 8 min 24 s 25 |       |
| 10                 | Raymond Pannier         | France               | 8 min 26 s 50 |       |
| 11                 | José Regalo             | Portugal             | 8 min 27 s 64 |       |
| 12                 | Patriz Ilg              | Allemagne de l'Ouest | 8 min 38 s 46 |       |
| 13                 | Franco Boffi            | Italie               | 8 min 43 s 60 |       |
| 14                 | Roger Hackney           | Royaume-Uni          | 8 min 48 s 86 |       |
| —                  | Joshua Kipkemboi        | Kenya                | DNF           |       |

## Légende
Records et Performances
- AR : Record continental (area record)
- CR : Record des championnats (championship record)
- MR : Record du meeting (meet record)
- NR : Record national (national record)
- OR : Record olympique (olympic record)
- PR : Record paralympique (paralympic record)
- PB : Record personnel (personal best)
- SB : Meilleure performance personnelle de la saison (season's best)
- WL : Meilleure performance mondiale de l'année (world leader)
- WJR : Record du monde junior (world junior record)
- WR : Record du monde (world record)

Circonstances et Conditions
- DNF : N'a pas terminé (did not finish)
- DNS : N'a pas pris le départ (did not start)
- DQ : Disqualification (disqualification)
- NM : Aucun essai valable enregistré (No Mark)
- Q : Qualifié « directement » au prochain tour (ou à la prochaine compétition), lors d'une compétition majeure, grâce au classement ou à la réalisation des minima (automatic qualifier)
- q : Qualifié au prochain tour (ou à la prochaine compétition), lors d'une compétition majeure, grâce au repêchage ou à la réalisation de l'une des meilleures performances parmi celles des « non qualifiés directement » (grâce au meilleur temps ou à la meilleure distance par exemple) (secondary qualifier)